# Черкашин Роман Олексійович
Рома́н Олексі́йович Черка́шин (3 (16) березня 1906, Старокостянтинів — 7 листопада 1993, Харків) — український актор, режисер і педагог.

## З життєпису

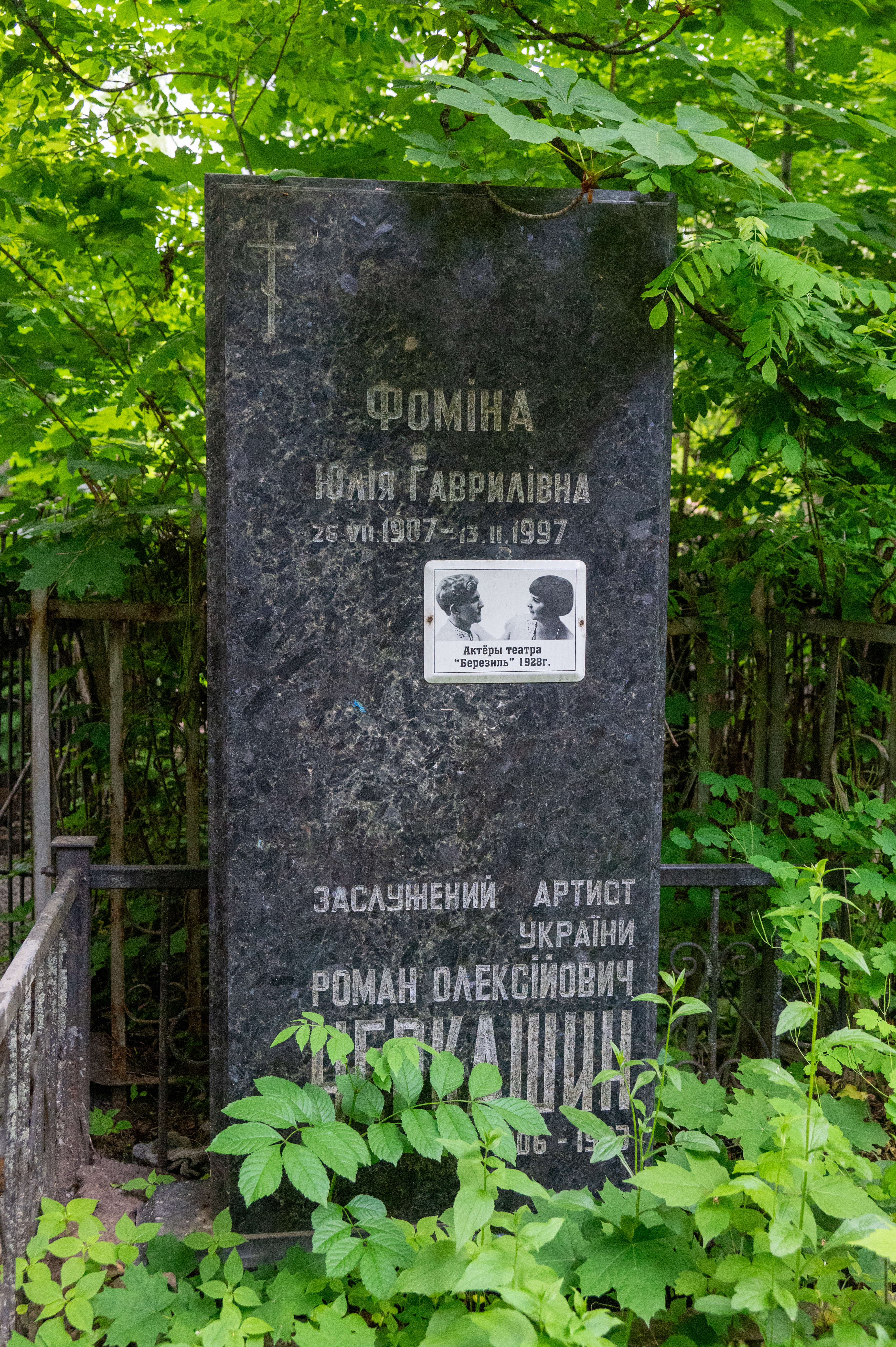
Могила акторів театру «Березіль» Юлії Фоміної та Романа Черкашина

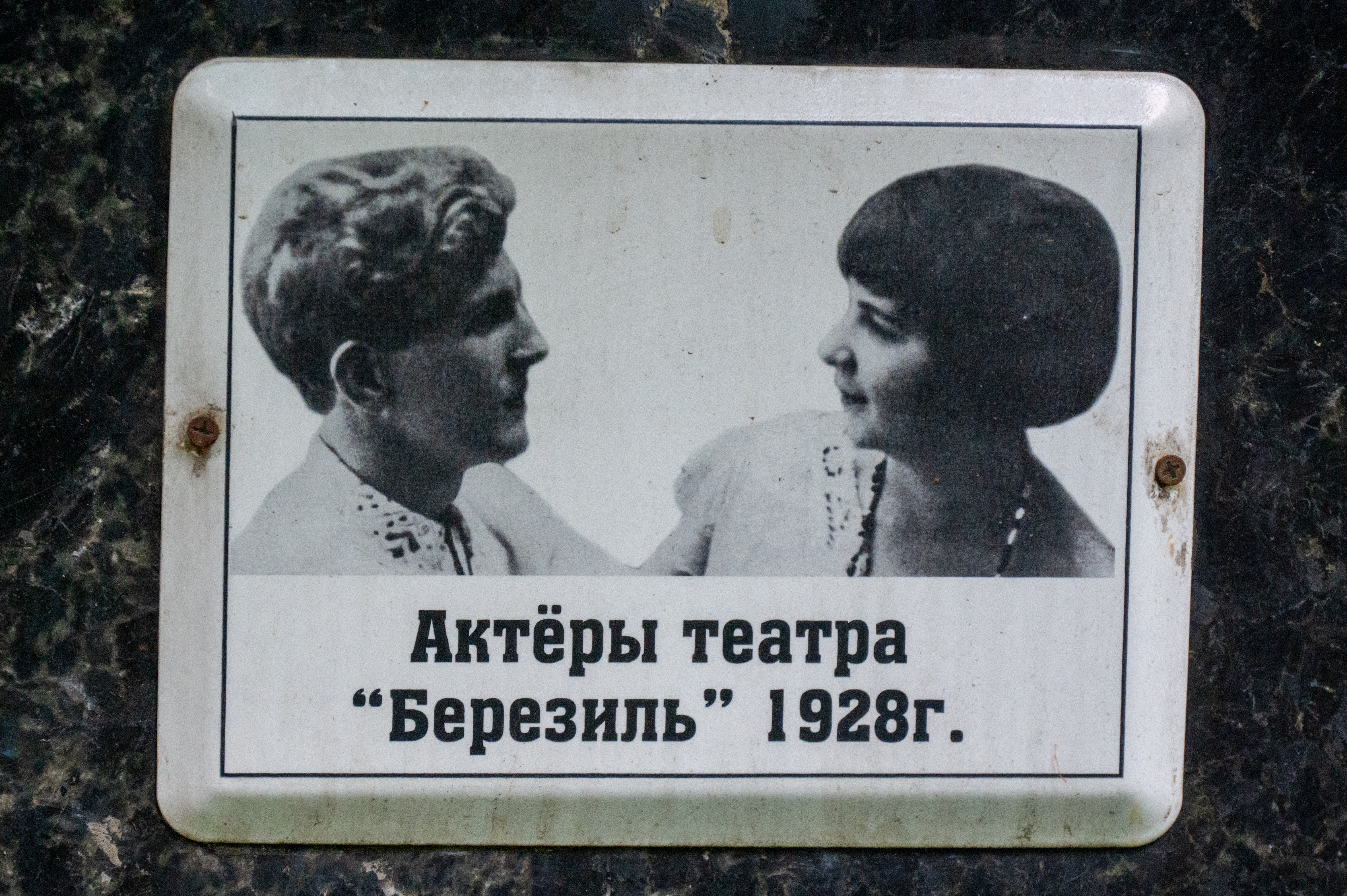
Могила акторів театру «Березіль» Юлії Фоміної та Романа Черкашина. Фрагмент

По закінченні школи вчителював у містечку Красилів Старокостянтинівського повіту. Захоплення Черкашина театром почалося в місцевому клубному драмгуртку. Гуртком керувало подружжя акторів Київського російського театру В'ячеслав Домородський і Ольга Нертовська, які тимчасово переїхали зі столиці, рятуючись від голоду й розрухи.
У 1925 р. вступив на російське відділення Музично-драматичного Інституту ім. М. Лисенка в Києві, яке очолювали О. Смирнов та О. Смирнова-Іскандер. Через закриття російського відділення у 1926 р. перейшов на українське відділення, на курс Г. Ігнатовича.
У 1927—1928 навчався на драматичних курсах Ю. Завадського у Москві.
З 1928 р. працював у театрі «Березіль».
Після усунення Л. Курбаса — режисер у Харківському театрі імені Тараса Шевченка. Ставив із М. Крушельницьким «Дай серцю волю…» М. Кропивницького (1935), «Євгенія Ґранде» за О. де Бальзаком (1940), «Приїздіть у Дзвонкове» (1946), «Макар Діброва» О. Корнійчука (1948) та ін.
З 1931 р. — викладач Харківського театрального інституту (з 1963 р. — Харківський інститут мистецтв).
Роман Олексійович один із найкращих авторів-читців, чим набув широкого визнання. У 1947 році йому присвоєно звання Заслуженого артиста УРСР.
Дружина — Фоміна Юлія Гаврилівна, українська акторка Харківського українського драматичного театру імені Т. Г Шевченка. Донька — Черкашина-Губаренко Марина Романівна, український музикознавець, музичний критик, педагог, лібретист, академік Національної академії мистецтв України. Онука — Губаренко Ірина Віталіївна, композитор, письменниця.
Помер 7 листопада 1993 р. в Харкові.

## Праці
- «Художнє читання, техніка та логіка мови» (1955)
- «Робота читця над художнім твором» (1958)
- «Виразне читання» (1960)
- «Художнє слово на сцені» (1989)
- «Ми — березільці» (спогади, журн. «Сучасність», 1996, № 6-8).[2]